# Мушина вежа
Мушина вежа (лат. Turris Muscarum, івр. מגדל הזבובים) — стародавня потужна сторожова вежа/форт у середньовічному портовому місті Акко в Ізраїлі. Вежа розташована на невеличкому острівці при вході в міську гавань та захищала її від нападу з моря, а також служила маяком. Руїни вежі можна побачити й сьогодні.

## Будівництво
Точний час будівництва вежі невідомий, але це стародавня споруда, яка найімовірніше була побудована ще за часів Фінікії. Порт Акко був утворений шляхом будівництвом двох пірсів, які закривали гавань Акки від хвиль. Мушина вежа була зведена на західному пірсі імовірно за часів фінікійців. Археологічні дослідження, проведені на місці Хайфським університетом, показали, що вежа стоїть на пірсі, побудованому в елліністичний період і відреставрованому в римський період. Можливо, хвилеріз, побудований на південь від порту, і сходи біля підніжжя вежі використовувалися як док для розвантаження та завантаження в порту Акрі .
У 1970-х роках Центром морських досліджень Хайфського університету були проведені археологічні дослідження. Під час обстеження під вежею були виявлені фундаменти будівлі та, серед іншого, виявлені залишки корабля, який, можливо, затонув під час облоги Наполеоном міста Акко в 1799 році.
Після захоплення міста під час Першого хрестового походу, європейські хрестоносці під час повторного укріплення стародавнього порту добудували башту, довівши її до піку могутності. До вежі кріпився гігантський боновий ланцюг, який був натягнутий через гавань, щоб запобігти входу ворожих кораблів.

## Походження назви
Свою незвичайну назву вежа отримала від хрестоносців, які першими прибули до Акри, важаючи, що вони прибули до стародавнього біблійного міста Екрон, де одним із головних божеств був Баал-Зебуб (Вельзевул), що дослівно означає «Володар мух». Оскільки на момент прибуття хрестоносців вежа вже існувала і, мабуть, на місці часто залишали сміття, що приваблювало комах, її назвали Вежею мух.

## Історія

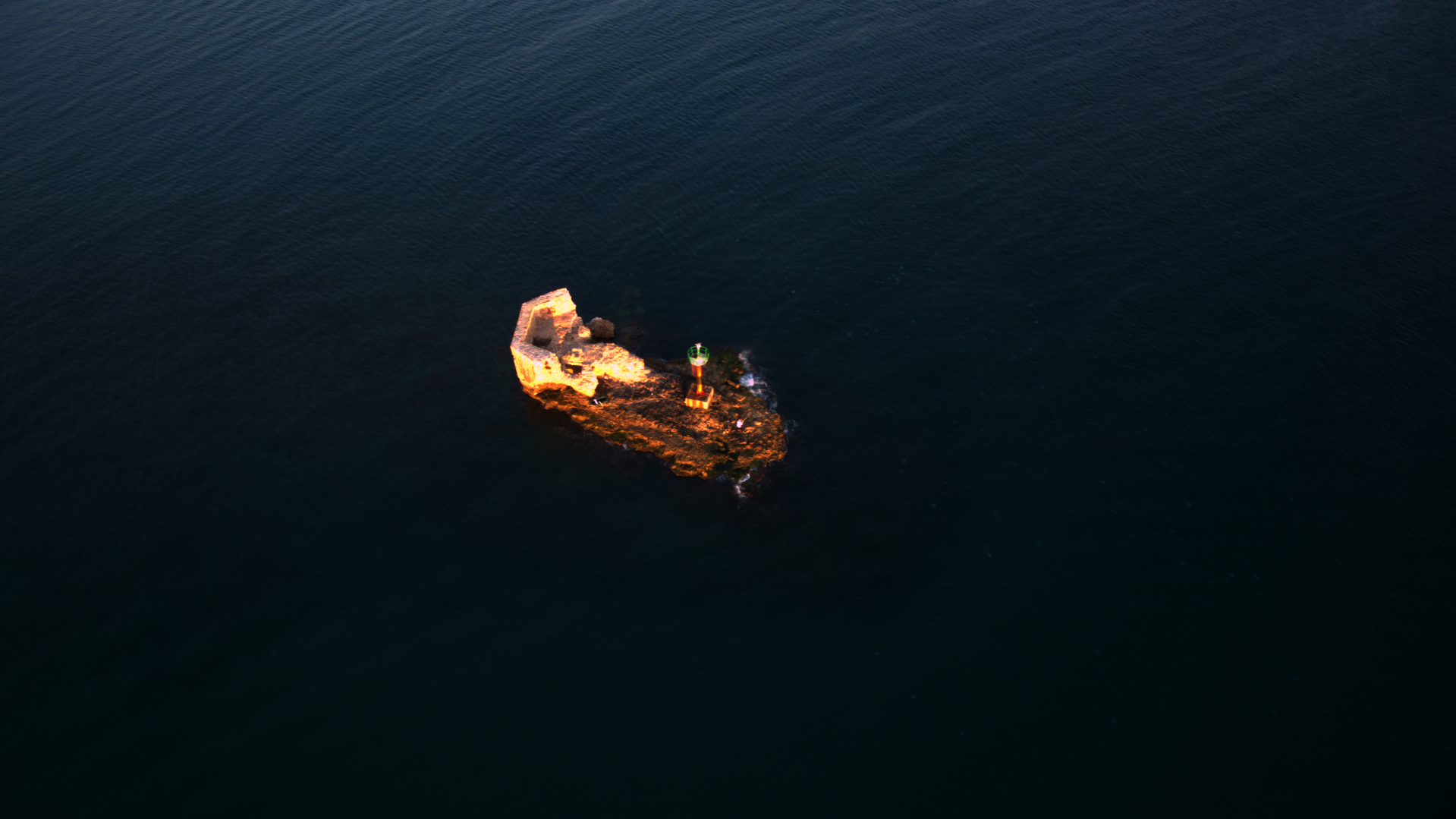
Мушина башта на заході сонця з висоти пташиного польоту

Стародавня сторожова вежа була ключовою частиною оборони міста від ворожих атак з моря. Коли Конрад Монферратський намагався взяти місто Акко під час Третього хрестового походу, він атакував Вежу мух, але несприятливі вітри та підводні скелі завадили його кораблю підійти достатньо близько.
Вежа також була ключовим елементом у війні Святого Сави, коли ворогуючі морські генуезький та венеційський флоти боролися за контроль над нею та, відповідно, за контроль над гаванню. У 1267 році генуезькому флоту не вдалось прорватись до міста, але вдалося захопити Мушину вежу і заблокувати гавань на дванадцять днів. Але після відходу генуезького флоту на ремонт до Тіру, венеційці скористались цією нагодою, щоб вибити залишений генуезький гарнізон з башти. Через три роки війна була завершена.
За часів Джезара Пеші, османського правителя Акри наприкінці XVIII століття,  для захисту входу та виходу з гавані використовувався величезний ланцюг. У цю епоху вежа також мала зловісну репутацію донжона-тюрьми